# Мурсалево
Мурсале́во (болг. Мурсалево) — село в Кюстендильській області Болгарії. Входить до складу общини Кочериново.

## Населення
За даними перепису населення 2011 року у селі проживали 458 осіб, з них 448 осіб (99,8%) — болгари.
Розподіл населення за віком у 2011 році:
Динаміка населення: